# اندیس شیروانه
شیروانه یک اندیس فلزی است که در حوالی شهر کامیاران استان کردستان قرار دارد و مادهٔ معدنی موجود در آن، مس است.  